# Nahanni Range Road

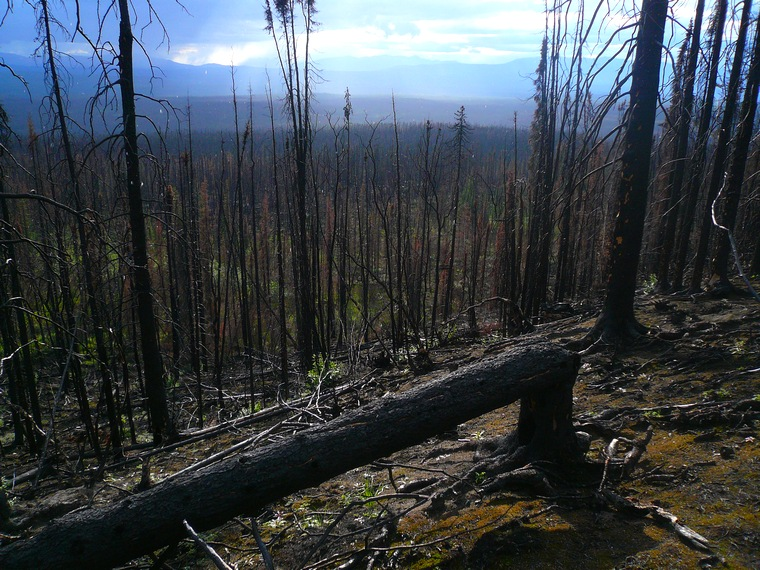
Taiga neben der Nahanni Range Road

Die Nahanni Range Road wurde in den frühen 1960er Jahren fertiggestellt. Sie führt von Watson Lake zusammen mit dem Robert Campbell Highway bis nach Cantung Junction. Dort biegt die Straße vom Highway Richtung Osten ab und führt über die Grenze zu den Northwest Territories zu einer Mine, die entweder unter Cantung (Canada Tungsten Mining Corporation) oder unter dem Namen des abgebauten Elements Tungsten (engl. für Wolfram) bekannt ist. Der Abschnitt zwischen Watson Lake und Cantung Junction ist jedoch offiziell nur Teil des Robert Campbell Highways.
Die Nahanni Range Road ist durchgehend unbefestigt und ist nicht für den allgemeinen Privatverkehr empfehlenswert. Ursprünglich waren zwei Drittel der Straße im Besitz des Territoriums, weswegen es entlang der Straße auch Campingplätze gab. Der Rest der Straße war im Besitz der Mine; auch dieser Abschnitt war öffentlich, jedoch gab es keine Infrastruktur entlang der Straße. Als die Mine 1986 geschlossen wurde, brauchte man die Straße immer weniger, und der Unterhalt wurde immer schwieriger. Da die Mine 2003 wieder in Betrieb genommen wurde, restaurierte man die Straße, aber für den Individualverkehr ist sie immer noch nicht empfehlenswert.